# 怀来县沙城中学
怀来县沙城中学（英語：Shacheng High School），简称沙城中学，沙中，是一所位于中华人民共和国河北省张家口市怀来县沙城镇的中学。沙城中学始建于1952年，是河北省示范性高中
，2010年挂牌成为北京师范大学怀来沙城附属中学。2021年成为北京理工大学，石家庄铁道大学优秀生源基地。2022年成为南开大学，天津大学优秀生源基地。

## 简介
怀来县沙城中学始建于1952年，1983年成为河北省重点中学。2001年被评为河北省示范性高中。2010年正式挂牌成为北京师范大学怀来沙城附属中学。2012年学校举行了建校60周年校庆晚会。
学校坐落于河北省张家口市怀来县沙城镇。据学校官网显示，学校占地总面积175亩，建筑面积8万多平方米，绿化面积2万多平方米。学校在编教职工352人。

## 校刊
- 《朔风》[4]